# Поёт зима — аукает
«Поёт зима — аукает», вариант написания «Поет зима, аукает …», в первых публикациях «Воробышки», в 1923 «В дурную погоду» — стихотворение русского поэта Сергея Есенина (1895—1925), написанное в 1910 году. Первое стихотворение Есенина, опубликованное в педагогической литературе (под заглавием «Воробышки» в сборнике «Урожай. Вторая после азбуки книга для чтения», П-г., 1918 г., составитель Н. В. Казмин) (Юсов Н. Г. Прижизненные публикации стихов Есенина в педагогической литературе // Известный и неизвестный Есенин. С. 235—239; Евдокимова 2012; Евдокимова 2016).
Опубликован впервые в журнале «Мирок», М., 1914, № 2, февраль, С. 57.

## История создания
В первых публикациях под заглавием «Воробышки». По сообщению С. А. Толстой-Есениной, среди материалов готовящегося собрания сочинений 1925 года имелась машинописная копия стихотворения с заглавием «В дурную погоду». «Готовя „Собрание“, Есенин снял название» (Козловский 1995, С. 440).
Автограф хранится ИРЛИ (фонд М. В. Аверьянова) и обнаружена в 1946 году в архиве Института литературы Академии наук СССР литературоведом Давидом Иосифовичем Золотницким в составе рукописи сборника из десяти стихотворений для детей «Зарянка». Его подготовил для издания Сергей Есенин в 1916 году и передал петроградскому издателю М. В. Аверьянову (но публикация не состоялась при жизни поэта).
Автограф стихотворения без даты, датируется по помете «1910 г. Третье», сделанной С. А. Толстой-Есениной в рукописи (так называемый наборный экземпляр), по которой в ноябре-декабре 1925 г. осуществлялся набор первого тома трёхтомного «Собрания стихотворений» Сергея Есенина. Сам текст произведения, его датировка были продиктованы самим поэтом своей супруге и помощнице С. А. Толстой-Есениной во время подготовки к изданию сочинения в 1925 году (там же).

## Исследование произведения
О. В. Сизых и Ю. А. Павлова («Северо-Восточный федеральный университет им. М. К. Аммосова») выделяют в стихотворении образ зимы. По их словам, она ассоциируется у поэта с женщиной. «В первой строфе красивой, нежной, умиротворяющей, а затем — несколько жестокой, холодной…зима представлена через свою специфическую песнь, которая фиксируется следующими словами и словосочетаниями: „поет“, „аукает“, „мохнатый лес баюкает“, „седые облака“, „метелица“, стелющаяся „шелковым ковром“, стук вьюги с бешеным ревом» (Сизых, Павлова 2016, С. 124—125). Также исследовательницы отмечают образ маленьких птах «которых не жалеет метель, но которые, греясь друг от друга, спасаются от холода и видят теплый сон о весне» (там же). Вместе обнаруживается смысловой комплекс: это «холод, приносящий страдание живым существам» и «зимние звуки» (там же).
Русский культурный концепт зимы вызывает трудности в переводе на китайский язык (Со Цян 2019). Ольга Далкылыч в работе «Поэзия С. А. Есенина на занятиях русским как иностранным» увидела в стихотворении противопоставление: с одной стороны действия «стучать» и «злиться», с другой обилие глаголов, создающих сказочные образы: «аукать», «баюкать», «плыть», «стелиться», «прижаться», «озябнуть», «дремать», «сниться». Это в сюжетном плане дает иностранному читателю представление о действиях героев.
Наталья Гордиенко (Гордиенко 2004, С. 130) заметила, что Есенин использует обилие звуков а, о, тем самым создаёт образ укачивания младенца, когда мать или няня обычно приговаривают: «А-а-а-а» (Поёт зима — аукает/, Косматый лес баюкает/ Стозвоном сосняка).
Окказионализм стозвон (Поёт зима — аукает,/ Мохнатый лес баюкает/ Стозвоном сосняка) создает особый звуковой фон, будит фантазию читателя. Строфа может применяться для обучения творческих задатков младших школьников (см. Кирпиченок 2017; Косоруких 2019).
В турецком Эрджиесском университете города Кайсери была проведена учебная работа на основе произведений Есенина, входящих в учебные пособия: «Береза», «Поет зима — аукает…», «Пороша», «Черемуха», «Улеглась моя былая рана…», «Никогда я не был на Босфоре…» (Далкылыч 2018).

## Публикации
Есенин С. А. «Поёт зима — аукает» // Есенин С. А. Полное собрание сочинений: В 7 т. — М.: Наука; Голос, 1995—2002. Т. 1. Стихотворения. — 1995. — С. 17-18. Электронная публикация:	ФЭБ. Адрес ресурса:	http://feb-web.ru/feb/esenin/texts/es1/es1-017-.htm Архивная копия от 16 января 2021 на Wayback Machine
Стихотворение вскоре после выхода в свет в 1914 году начали перепечатывать хрестоматии и прочие издания для детей. В детском альманахе «Творчество», кн. 1, М.—Пг., 1917, С. 74 вышло с двумя рисунками Д. С. Моора. На следующий год вошло в педагогический сборник «Урожай. Вторая после азбуки книга для чтения». Составил Н.Казмин-Вьюгов, Пг., 1918, С. 104. После гражданской войны опубликовано: «Утренние зори. Вторая книга для чтения», М.—Пг., 1923 (под заглавием «В дурную погоду»); «Красная звездочка», Харьков, 1924, № 1, С. 6; «Зеленый шум. Хрестоматия для трудовой школы. Первый год», М.—Пг., 1923 (семь изданий в 1923—25 гг.)(Козловский 1995, С. 440).